# Laminafroneta bidentata
Laminafroneta bidentata là một loài nhện trong họ Linyphiidae.
Loài này thuộc chi Laminafroneta. Laminafroneta bidentata được Herman Theodor Holm miêu tả năm 1968.